# MAPK11
MAPK11 (англ. Mitogen-activated protein kinase 11) – білок, який кодується однойменним геном, розташованим у людей на короткому плечі 22-ї хромосоми. Довжина поліпептидного ланцюга білка становить 364 амінокислот, а молекулярна маса — 41 357.
| 10         |  | 20         |  | 30         |  | 40         |  | 50         |
| ---------- |  | ---------- |  | ---------- |  | ---------- |  | ---------- |
| MSGPRAGFYR |  | QELNKTVWEV |  | PQRLQGLRPV |  | GSGAYGSVCS |  | AYDARLRQKV |
| AVKKLSRPFQ |  | SLIHARRTYR |  | ELRLLKHLKH |  | ENVIGLLDVF |  | TPATSIEDFS |
| EVYLVTTLMG |  | ADLNNIVKCQ |  | ALSDEHVQFL |  | VYQLLRGLKY |  | IHSAGIIHRD |
| LKPSNVAVNE |  | DCELRILDFG |  | LARQADEEMT |  | GYVATRWYRA |  | PEIMLNWMHY |
| NQTVDIWSVG |  | CIMAELLQGK |  | ALFPGSDYID |  | QLKRIMEVVG |  | TPSPEVLAKI |
| SSEHARTYIQ |  | SLPPMPQKDL |  | SSIFRGANPL |  | AIDLLGRMLV |  | LDSDQRVSAA |
| EALAHAYFSQ |  | YHDPEDEPEA |  | EPYDESVEAK |  | ERTLEEWKEL |  | TYQEVLSFKP |
| PEPPKPPGSL |  | EIEQ       |  |            |  |            |  |            |

A: Аланін

C: Цистеїн

D: Аспарагінова кислота

E: Глутамінова кислота

F: Фенілаланін

G: Гліцин

H: Гістидин

I: Ізолейцин

K: Лізин

L: Лейцин

M: Метіонін

N: Аспарагін

P: Пролін

Q: Глутамін

R: Аргінін

S: Серин

T: Треонін

V: Валін

W: Триптофан

Кодований геном білок за функціями належить до трансфераз, кіназ, серин/треонінових протеїнкіназ, фосфопротеїнів. 
Задіяний у таких біологічних процесах, як відповідь на стрес, транскрипція, регуляція транскрипції, альтернативний сплайсинг. 
Білок має сайт для зв'язування з АТФ, нуклеотидами. 
Локалізований у цитоплазмі, ядрі.